# Christoph Marthaler
Christoph Marthaler (* 17. Oktober 1951 in Erlenbach, Kanton Zürich) ist ein Schweizer Regisseur und Musiker.

## Theatermusik
Marthaler studierte zunächst Musik in Zürich (Blockflöte und Oboe). Ende der 1960er Jahre besuchte er die Theaterschule von Jacques Lecoq in Paris. Zurück in der Schweiz, arbeitete er als Theatermusiker und Komponist am Zürcher Theater am Neumarkt. Es folgten Kompositionen für zahlreiche Inszenierungen an deutschsprachigen Bühnen. Mit Dodo Hug und Pepe Solbach gründete er die experimentelle Theatergruppe «Tarot». Mit verschiedenen Projekten etablierte sich Marthaler in der Off-Theater-Szene. Von 1988 bis 1993 arbeitete er kontinuierlich am Theater Basel, wo er mehrere szenische Liederabende entwickelte. Seit seiner Basler Zeit gehören die Bühnen- und Kostümbildnerin Anna Viebrock und die Dramaturgin Stefanie Carp zu Marthalers festem Team. Ab 1990 komponierte er Filmmusik für Der Tod zu Basel (Regie Urs Odermatt) und für Hinterland – Eine Vater-Sohn-Geschichte von Dieter Gränicher.

## Theaterregie
1991 inszenierte er sein erstes Theaterstück. 1993 wechselte er mit dem Theaterdirektor Frank Baumbauer ans Deutsche Schauspielhaus Hamburg. Die Produktion mit dem Titel Murx den Europäer! Murx ihn! Murx ihn! Murx ihn! Murx ihn ab! (1993) machte ihn einem breiten Publikum bekannt. Das Stück stand bis 2007 auf dem Spielplan der Berliner Volksbühne am Rosa-Luxemburg-Platz. Viele seiner Inszenierungen wurden zum Berliner Theatertreffen eingeladen. Mit dem musikalischen Leiter Sylvain Cambreling inszenierte er 1994 seine erste Oper. Im Jahr 2000 übernahm Marthaler als künstlerischer Direktor die Leitung des Zürcher Schauspielhauses, das 2000 und 2001 von Theater heute zum Theater des Jahres gewählt wurde. Zu seinem Leitungsteam gehörten Stefanie Carp und Anna Viebrock. 2004 verliessen Marthaler und sein Team das Schauspielhaus. Seither arbeitet er wieder als freier Regisseur in Deutschland, Österreich, Frankreich, Belgien und der Schweiz.

## Mitarbeiter
Stark geprägt durch die Ästhetik der Bühnen- und Kostümbildnerin Anna Viebrock, bewegen sich seine Inszenierungen zwischen musikalischen, collagenartigen Abenden und eigenwilligen Klassiker-Interpretationen. Seine Figuren auf der Bühne – oft in altmodischen, eigenwilligen Kostümen – bleiben meist vereinzelt, warten, starren vor sich hin und schliessen sich manchmal mit anderen zu einer kleinen Gruppe zusammen. Ihnen gemein ist eine eigentümliche Komik, die sich darin äussert, dass sie wie aus der Zeit gefallen scheinen.
Die Schauspieler, Musiker, Bühnenbildner und Dramaturgen, mit denen er oft zusammenarbeitet, werden als «Marthaler-Familie» bezeichnet. Dazu gehören unter anderem Graham F. Valentine, den er schon als Studenten in Zürich kennenlernte, Ueli Jäggi, Jürg Kienberger, Duri Bischoff, Olivia Grigolli, Josef Ostendorf, Raphael Clamer, Robert Hunger-Bühler, Bettina Stucky, Michael von der Heide, Katja Kolm, Matthias Matschke, Stefanie Carp, Nikola Weisse, Marc Bodnar, Bendix Dethleffsen, Rosemary Hardy, Bernhard Landau, Malte Ubenauf und Clemens Sienknecht.

## Privatleben
Christoph Marthaler ist mit der Schauspielerin Sasha Rau verheiratet. 2007 bekam das Paar Zwillinge.

## Inszenierungen
- 1980: Zürcher Theater Spektakel, Rote Fabrik: Christoph Marthaler – Indeed. Ein Interieur
- 1983: Zürich: Christoph Marthaler nach Erik Satie – Blanc et immobile
- 1985: Minimal Festival Zürich: Christoph Marthaler nach Erik Satie – Vexations
- 1985: Zürich: Christoph Marthaler – Große Worte Hymne. Ein Impromptu für Chor, Orchester, sechs bedeutende Männer und einen blinden Passagier
- 1988: Schauspielhaus Zürich: Kurt Schwitters – Ribble Bobble Pimlico
- 1988: Theater Basel: Christoph Marthaler / Barbara Mundel – Ankunft Badischer Bahnhof
- 1989: Theater Basel: Christoph Marthaler – Wenn das Alpenhirn sich rötet, tötet, freie Schweizer, tötet
- 1990: Theater Basel: Christoph Marthaler – Stägeli uf, Stägeli ab, juhee!
- 1991: Theater Basel: Eugène Labiche – Die Affäre Rue de Lourcine
- 1992: Schlotterbeckgarage Basel: – Amora
- 1992: Theater Basel: Christoph Marthaler nach Fernando Pessoa – Faust. Eine subjektive Tragödie
- 1992: Theater Basel: Samuel Beckett – Ein Stück Monolog / Immer noch nicht mehr
- 1993: Volksbühne Berlin: Christoph Marthaler – Murx den Europäer! Murx ihn! Murx ihn! Murx ihn! Murx ihn ab! (Einladung zum Berliner Theatertreffen)
- 1993: Theater Basel: Christoph Marthaler – Prohelvetia
- 1993: Deutsches Schauspielhaus Hamburg: Christoph Marthaler nach Johann Wolfgang von Goethe – Goethes Faust Wurzel 1+2 (Einladung zum Berliner Theatertreffen)
- 1994: Oper Frankfurt: Claude Debussy – Pelléas et Mélisande
- 1994: Volksbühne Berlin: Christoph Marthaler nach William Shakespeare – Sturm vor Shakespeare – le petit Rien
- 1994: Deutsches Schauspielhaus, Hamburg: Christoph Marthaler – Sucht / Lust
- 1994: Volksbühne Berlin: Christoph Marthaler nach Karl Valentin und Maurice Maeterlinck – Der Eindringling – Ein Jubiläumskonzert in zwei Aufzügen
- 1995: Deutsches Schauspielhaus Hamburg: Christoph Marthaler / Stefanie Carp – Die Stunde Null oder die Kunst des Servierens (Einladung zum Berliner Theatertreffen)[3]
- 1995: Deutsches Schauspielhaus Hamburg: Elias Canetti – Hochzeit
- 1996: Salzburger Festspiele: Arnold Schönberg / Olivier Messiaen – Pierrot Lunaire / Quatuor pour la fin du temps
- 1996: Deutsches Schauspielhaus Hamburg: Ödön von Horváth – Kasimir und Karoline (Einladung zum Berliner Theatertreffen)
- 1996: Welt in Basel und Volksbühne Berlin: Christoph Marthaler – Lina Böglis Reise (Einladung zum Berliner Theatertreffen)
- 1996: Volksbühne Berlin: Christoph Marthaler – Straße der Besten. Ein Rundgang
- 1996: Oper Frankfurt: Giuseppe Verdi – Luisa Miller
- 1996: Opéra la Monnaie, Brüssel: Klaas de Vries nach Virginia Woolf und Fernando Pessoa – A King, Riding
- 1996: Internationale Musikfestwochen Luzern: Michael Jarrell nach Christa Wolf – Kassandra, Regie: Christoph Marthaler und Anne Bennent
- 1997: Theater Basel: Christoph Marthaler / Jürg Henneberger – The Unanswered Question (Einladung zum Berliner Theatertreffen)[4]
- 1997: Volksbühne Berlin: Anton Tschechow – Drei Schwestern
- 1997: Oper Frankfurt: Ludwig van Beethoven – Fidelio
- 1998: Deutsche Schauspielhaus Hamburg: Joseph Kesselring – Arsen und Spitzenhäubchen
- 1998: Volksbühne Berlin: Jacques Offenbach – La Vie Parisienne
- 1998: Salzburger Festspiele: Leoš Janáček – Katja Kabanowa
- 1999: Deutsches Schauspielhaus Hamburg: Christoph Marthaler – Die Spezialisten. Ein Überlebenstanztee
- 1999: Salzburger Festspiele: Ödön von Horváth – Zur schönen Aussicht
- 2000: Theater Basel: Christoph Marthaler / Anna Viebrock / Jürg Henneberger – 20th Century Blues
- 2000: Schauspielhaus Zürich: Christoph Marthaler – Hotel Angst
- 2001: Schauspielhaus Zürich: William Shakespeare – Was ihr wollt (Einladung zum Berliner Theatertreffen)[5]
- 2001: Schauspielhaus Zürich: Christoph Marthaler nach Franz Schubert – Die schöne Müllerin (Einladung zum Berliner Theatertreffen)
- 2001: Salzburger Festspiele: Wolfgang Amadeus Mozart – Le nozze di Figaro
- 2001: Volksbühne Berlin: Christoph Marthaler nach Raffaele Viviani – Die zehn Gebote
- 2002: Schauspielhaus Zürich: Thomas Hürlimann – Synchron
- 2002: Münchner Kammerspiele: Elfriede Jelinek – In den Alpen
- 2003: Schauspielhaus Zürich: Christoph Marthaler – Groundings (Einladung zum Berliner Theatertreffen)
- 2003: Schauspielhaus Zürich: Georg Büchner – Dantons Tod (Einladung zum Berliner Theatertreffen)
- 2003: Volksbühne Berlin: Christoph Marthaler nach Herman Melville – Lieber nicht. Eine Ausdünnung
- 2003: Schauspielhaus Zürich: Christoph Marthaler nach Ovid – Das goldene Zeitalter, mit Stefan Pucher und Meg Stuart
- 2003: Oper Zürich / Schauspielhaus Zürich: Beat Furrer – Invocation
- 2004: Schauspielhaus Zürich: Christoph Marthaler – O.T. Eine Ersatzpassion (Einladung zum Berliner Theatertreffen)
- 2004: Nederlands Toneel (NT) Gent: Christoph Marthaler nach Herman Heijermans – Seemannslieder
- 2005: Wiener Festwochen: Christoph Marthaler / Stefanie Carp – Schutz vor der Zukunft (Einladung zum Berliner Theatertreffen, Nestroy-Theaterpreis für Beste Regie)
- 2005: Donaueschinger Musiktage: Beat Furrer – FAMA. Hörtheater für großes Ensemble, acht Stimmen, Schauspielerin und Klanggebäude
- 2005: Bayreuther Festspiele: Richard Wagner – Tristan und Isolde
- 2005: Volksbühne Berlin: Christoph Marthaler – Die Fruchtfliege
- 2006: KunstenFESTIVALdesArts Brüssel: Christoph Marthaler – Winch only (Premio Ubu, Italien)
- 2006: Volksbühne Berlin: Ödön von Horváth – Geschichten aus dem Wiener Wald
- 2007: Nederlands Theater (NT) Gent / Toneelgroep Amsterdam: Christoph Marthaler – Maeterlinck
- 2007: Opéra national de Paris: Giuseppe Verdi – La traviata
- 2007: Salzburger Festspiele / RuhrTriennale: Christoph Marthaler – Sauser aus Italien. Eine Urheberei
- 2007: Rote Fabrik Zürich: Christoph Marthaler – Platz Mangel (Einladung zum Berliner Theatertreffen)
- 2008: Opéra national de Paris: Alban Berg – Wozzeck
- 2008: Hotel Waldhaus Sils-Maria: Christoph Marthaler – Das Theater mit dem Waldhaus (Einladung zum Berliner Theatertreffen)
- 2008: Centre culturel suisse de Paris: Christoph Marthaler – Lorem Ipsum Dolor: carte blanche à Christoph Marthaler
- 2009: Wiener Festwochen: Christoph Marthaler und Anna Viebrock – Riesenbutzbach. Eine Dauerkolonie (Einladung zum Berliner Theatertreffen)
- 2009: Theater Basel: Jacques Offenbach – La Grande-Duchesse de Gérolstein
- 2010: Theater Basel: Beat Furrer – Wüstenbuch
- 2010: Festival d’Avignon: Christoph Marthaler und Anna Viebrock – Papperlapapp
- 2010: Theater Basel: Meine faire Dame – ein Sprachlabor
- 2011: Katuaq Nuuk/Wiener Festwochen. + − 0. Ein subpolares Basislager, Musikalisches Grönlandprojekt; UA: 12. Mai 2011
- 2011: Salzburger Festspiele: Leoš Janáček – Die Sache Makropulos
- 2011: Theater Basel: Christoph Marthaler, Malte Ubenauf, Bendix Dethleffsen – Lo stimolatore cardiaco
- 2012: Volksbühne Berlin/Wiener Festwochen: Ödön von Horváth – Glaube Liebe Hoffnung
- 2012: Zürcher Opernhaus: Christoph Marthaler, Anna Viebrock, Laurence Cummings, Malte Ubenauf – Sale
- 2013: Schauspiel Köln: Sasha Rau – Oh it’s like home
- 2013: Theater Basel: Christoph Marthaler, Malte Ubenauf, Bendix Dethleffsen – King Size. Eine enharmonische Verwechslung
- 2013: Wiener Festwochen: Christoph Marthaler, Uli Fussenegger – Letzte Tage. Ein Vorabend
- 2013: Theater Basel: Christoph Marthaler/Eugene Labuche – Das Weisse vom Ei (Une île flottante)
- 2014: Deutsches Schauspielhaus Hamburg: Christoph Marthaler, Anna Viebrock, Malte Ubenauf – Heimweh & Verbrechen
- 2014: Teatro Real Madrid: Jacques Offenbach — Les contes d’Hoffmann
- 2014: Volksbühne Berlin: Christoph Marthaler, Anna Viebrock, Malte Ubenauf – Tessa Blomstedt gibt nicht auf[6]
- 2015: Deutsches Schauspielhaus Hamburg: John Osborne – Der Entertainer
- 2015: Theater Basel/Hamburgische Staatsoper: Christoph Marthaler – Isoldes Abendbrot
- 2015: Zürcher Opernhaus: Gioachino Rossini – Il viaggio a Reims
- 2016: Volksbühne Berlin: Christoph Marthaler – Hallelujah (Ein Reservat)
- 2016: Volksbühne Berlin: Christoph Marthaler – Bekannte Gefühle, gemischte Gesichter
- 2016: Deutsches Schauspielhaus Hamburg: Christoph Marthaler – Die Wehleider
- 2017: Hamburgische Staatsoper: Alban Berg – Lulu
- 2017: Münchner Kammerspiele: Christoph Marthaler – Tiefer Schweb (Ein Auffangbecken)
- 2017: Schauspielhaus Zürich: Christoph Marthaler – Mir nämeds uf öis
- 2018: Deutsches Schauspielhaus Hamburg: Christoph Marthaler/Alfred Jarry – Übermann oder Die Liebe kommt zu Besuch
- 2018: Ruhrtriennale: Charles Ives/Christoph Marthaler/Titus Engel – Universe, incomplete
- 2018: Schauspielhaus Zürich: Christoph Marthaler – 44 Harmonies from Apartment House 1776
- 2019: Deutsches Schauspielhaus Hamburg: Johann Nepomuk Nestroy – Häuptling Abendwind
- 2019: Ruhrtriennale: Christoph Marthaler/Uli Fussenegger/Stefanie Carp/Duri Bischoff/Sarah Schittek/Phoenix (Andreas Hofer) – Nach den letzten Tagen. Ein Spätabend
- 2020: Schauspielhaus Zürich: Christoph Marthaler/Dieter Roth – Das Weinen (Das Wähnen)
- 2021: Opernhaus Zürich: Christoph Willibald Gluck – Orphée et Euridice
- 2021: Bayerische Staatsoper: Aribert Reimann – Lear[7]
- 2021: Deutsches Schauspielhaus Hamburg: Die Sorglosschlafenden, die Frischaufgeblühten[8]
- 2021: Théâtre Vidy-Lausanne: Aucune idée[9]
- 2021: Bayerische Staatsoper: Giuditta
- 2022: Theater Basel: Der letzte Pfiff
- 2022: Theater Basel: Der Freischütz
- 2023: Theater Basel: Abteilung Leben
- 2023: Salzburger Festspiele: Falstaff
- 2023: Deutsches Schauspielhaus Hamburg: Im Namen der Brise
- 2024: Theater Basel: L’incoronazione di Poppea
- 2024: Theater Basel: Dr. Watzenreuthers Vermächtnis
- 2024: Theater Basel: Tiefer Graben 8
- 2025: Volksbühne Berlin: Wachs oder Wirklichkeit

## Auszeichnungen und Preise
- 1992: Kulturpreis des Kantons Basel-Landschaft
- 1994: Regisseur des Jahres, Theater heute
- 1996: Hauptpreis des VI. Internationalen Festivals von Toruń, Polen
- 1996: Konrad-Wolf-Preis der Akademie der Künste (Berlin)
- 1997: Fritz-Kortner-Preis
- 1997: Regisseur des Jahres, Theater heute
- 1998: Europäischer Theaterpreis für New Theatrical Realities
- 1998: Friedrich-Luft-Preis für Pariser Leben an der Volksbühne Berlin
- 1999: Premio Ubu, Italien
- 2004: Theaterpreis Berlin gemeinsam mit der Bühnenbildnerin Anna Viebrock
- 2004: Anerkennungsmedaille der Stadt Zürich für besondere kulturelle Leistungen
- 2005: Nestroy-Theaterpreis für Schutz vor der Zukunft
- 2006: Premio Ubu, Italien
- 2007: International Stanislavsky Award 2007
- 2008: Politika Award des Festivals BITEF, Belgrad
- 2009: Kulturpreis des Kantons Zürich
- 2011: Hans Reinhart-Ring
- 2015: Goldener Löwe der Biennale di Venezia (Biennale Teatro)
- 2015: Premio Ubu, Italien
- 2017 Friedrich-Luft-Preis für Bekannte Gefühle, gemischte Gesichter an der Volksbühne Berlin
- 2017 Kunstpreis der Stadt Zürich
- 2017 Deutscher Theaterpreis Der Faust in der Kategorie Beste Regie im Musiktheater für Lulu an der Hamburgischen Staatsoper[10]
- 2018 Internationaler Ibsen-Preis[11]
- 2020 Nestroy-Theaterpreis für das Lebenswerk[12]

## Dokumentarfilm
- Des Chaos wunderlicher Sohn. Christoph Marthaler. Dokumentarfilm von Rainer C. Ecke, Schweiz und Deutschland. Produktion des ZDF, gesendet 1996 bei ARTE.
- Rasender Stillstand – Das Theater des Christoph Marthaler. Dokumentarfilm, Deutschland, 2001, 59 Min., Buch und Regie: Heinz Peter Schwerfel, Produktion: Artcore, WDR.
 Dokumentation über Marthalers Arbeit am Zürcher Schauspielhaus im Herbst 2000.